# Fronteira Costa Rica–Panamá

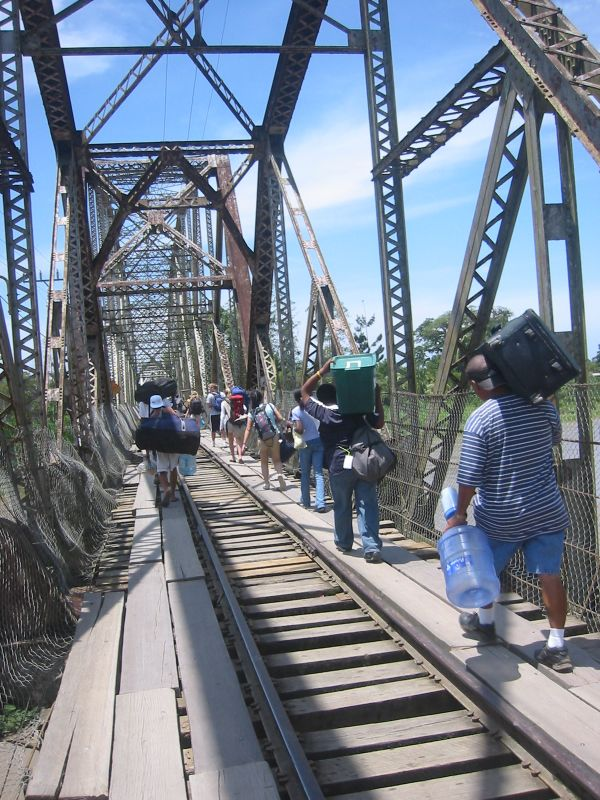
Passagem fronteiriça - ponte ferroviária - Rio Sixaola.

A fronteira entre a Costa Rica e o Panamá é uma linha de 330 km de comprimento, direção NE-SO, que corta e América Central separando o sul da Costa Rica do território do Panamá. Vai do litoral do Mar do Caribe ao Oceano Pacífico. A fronteira em seu estado atual foi demarcada pelo Tratado Echandi-Fernández de 1941.
É marcada parcialmente a nordeste pelo Rio Sixaola. Passa nas proximidades do Vulcão Baru e de Puerto Armuelles no Panamá. Separa as províncias panamenhas de Chiriquí e Bocas del Toro das províncias costa-riquenhas de Limón e Puntarenas.
Essa fronteira já foi entre a Costa Rica, desde sua independência em 1838, e a Colômbia até 1903, quando o departamento colombiano do Panamá se separou da nação colombiana, por atuação norte-americana que visava a construção do Canal do Panamá, até então dificultada pela Colômbia.